# Unión Deportiva Atlético Gramenet
La Unión Deportiva Atlética Gramenet es un club de fútbol de España, de la ciudad de Santa Coloma de Gramanet (Barcelona). Fue fundado en 1923 y juega en la Cuarta Catalana.

## Historia
La fundación de la Unión Deportiva Atlética Gramenet se remonta a principios de los años 20, concretamente al año 1923.
A pesar de crearse en 1923, no fue hasta un año después cuando se inscribió en la Federación Catalana de Fútbol.
Durante sus primeros años, el Gramenet disputaba sus encuentros en el campo de Santa Coloma, ubicado delante de la Iglesia vieja del pueblo.
A pesar de que la aceptación y las simpatías por parte de la sociedad colomense era cada vez mayor, el club desapareció en 1928 debido a los problemas económicos que sufría. Sin embargo, muchos directivos del Gramenet quisieron seguir con su pasión y no dudaron en crear un nuevo equipo. Miguel Badosa, junto a otros directivos de la época anterior, fundó la UD Colomenca.
La aceptación cada vez fue mayor, así que tanto los directivos como los aficionados creyeron conveniente trasladar al equipo del campo de Can Baro al nuevo campo ubicado en el barrio del Fondo de Santa Coloma, que fue inaugurado en 1931. Durante esos años, la afición siguió aumentando aunque la guerra civil paralizó ese crecimiento, hasta el punto que pocos años después de la finalización del conflicto, la UD Colomenca, desapareció. Aún se desconocen los motivos reales que llevaron a su desaparición en 1942. No fue hasta tres años después, cuando Santa Coloma vuelve a tener equipo de fútbol.
En esta etapa juega un papel fundamental la figura de D. Pere Casajust. Casajust tuvo la genial idea de unificar a los tres equipos existidos en la localidad, el FC Gramenet, la UD Colomense y el CF Baleares, creándose la Unión Deportiva Atlética Gramenet.
Durante la primera década de la Grama se fue cimentando el futuro del equipo. Poco a poco, el equipo fue ganando partidos y prestigio hasta el punto que en la temporada 1955/56, se logra el primer ascenso a Tercera División. Pero lo que tenía que ser una fiesta se convirtió en tragedia un año después. El 18 de octubre de 1956, el autocar que trasladaba a los jugadores, directivos y algunos aficionados, hacia Olot tuvo un accidente de tráfico a las afueras de Mataró, y como consecuencia del accidente falleció un socio, el Sr. Sáez. La tragedia marcó al equipo y a la entidad, y así en 1957, el equipo volvió a Primera Regional, pero en la temporada 59/60 se vuelve a conseguir el ascenso.
Durante la década de los 60, el equipo se ve involucrado en varias reestructuraciones federativas que le conlleva la pérdida de categoría. Entre finales de los 60 y durante la década de los 70, la Grama se convierte en un auténtico equipo ascensor. Hasta en 4 ocasiones el equipo sube y baja de categoría pero no fue hasta 1985 cuando se estabiliza en Tercera División. La finalización de la década se cierra con uno de los capítulos más importantes de la historia del club, la final de la I Copa Generalitat. Aunque se perdió la final ante el Blanes (3-1), ese fue el primer paso hacia cotas mayores.
La temporada 91-92, el equipo queda campeón de Liga, pero en la Fase de Promoción el equipo queda tercero y el sueño del ascenso se escapa, pero un año después el ascenso no se resistió. A diferencia de la temporada anterior, el equipo queda subcampeón de Liga pero queda campeón en la Liguilla. Con el ascenso a Segunda B, la euforia se desata. Las calles de Santa Coloma fueron una fiesta para celebrar el mayor éxito deportivo de la historia del club. Muchos pensaban que a duras penas el equipo se mantendría en la categoría al año siguiente, pero la realidad fue muy distinta.
El equipo impuso su ley desde inicio y acabó proclamándose campeón de Liga. En el Play-off ante el Sestao, Jaén y Ourense las cosas no fueron tan bonitas y el equipo acabó pagando la novatada quedando en cuarta posición.
La temporada 94-95, se inicia con la esperanza de repetir el éxito de la campaña anterior. Ese año, además, se inaugura el nuevo campo: El Nou Municipal de Santa Coloma, a orillas del Río Besós, donde antes se encontraban los campos de la U.D. Obreros, fusionada con la U.D.A. Gramenet en el año 1995 y el C.D. Arrabal. Aprovechando la marcha al nuevo campo, la Gramenet se anexionó el C.D. Milán, que se convirtió en la Gramenet B. El primer partido oficial en el nuevo estadio fue ante el Premià y el autor del primer gol fue obra de Campuzano.
Ese año, el equipo queda subcampeón de Liga, pero de nuevo el Play-Off se le atraganta al enfrentarse al Alavés, la UD Las Palmas y el Real Jaén.
No fue hasta la temporada 1996-1997, cuando el equipo vuelve a disputar una fase de ascenso. Esa temporada el éxito se tocó los dedos de las manos, pero se escapó en el último partido. La eliminatoria ante el Xerez, todavía es recordada por los aficionados colomenses. En el año 2000, la Grama vuelve a disputar una nueva fase de ascenso, quedando emparejado en el Play-off con el Real Jaén, el CD Ourense y la Gimnástica de Torrelavega. De nuevo la suerte fue esquiva y el equipo se quedó sin poder ascender. Tuvieron que pasar tres años para que el equipo volviera a jugar una fase de ascenso. En junio de 2003, la meta estuvo muy cerca de conseguirse pero el empate en Irún ante el Real Unión privó a ambos equipos de ascender siendo finalmente el Málaga B quien se llevaría el premio del ascenso.
La temporada 2004/2005, puede ser recordada como una de las mejores temporadas de la historia del club. La histórica clasificación para cuartos de final de la Copa del Rey, tras eliminar al Barça, al Levante y al Lleida, tuvo su premio en la disputa de un gran partido en el Ruiz de Lopera ante el Betis, cayendo 4-3. A pesar del éxito en la copa, la competición liguera se complicó. En una última jornada agónica, el equipo se salvó de la quema en el último instante pero tuvo que jugársela en la promoción de descenso ante el Mirandés. El equipo cae en el Estadio Anduva por 1-0, así que la suerte de los penaltis determinó el ganador de la eliminatoria. Tras mucho sufrimiento, la Grama salvaba la categoría.

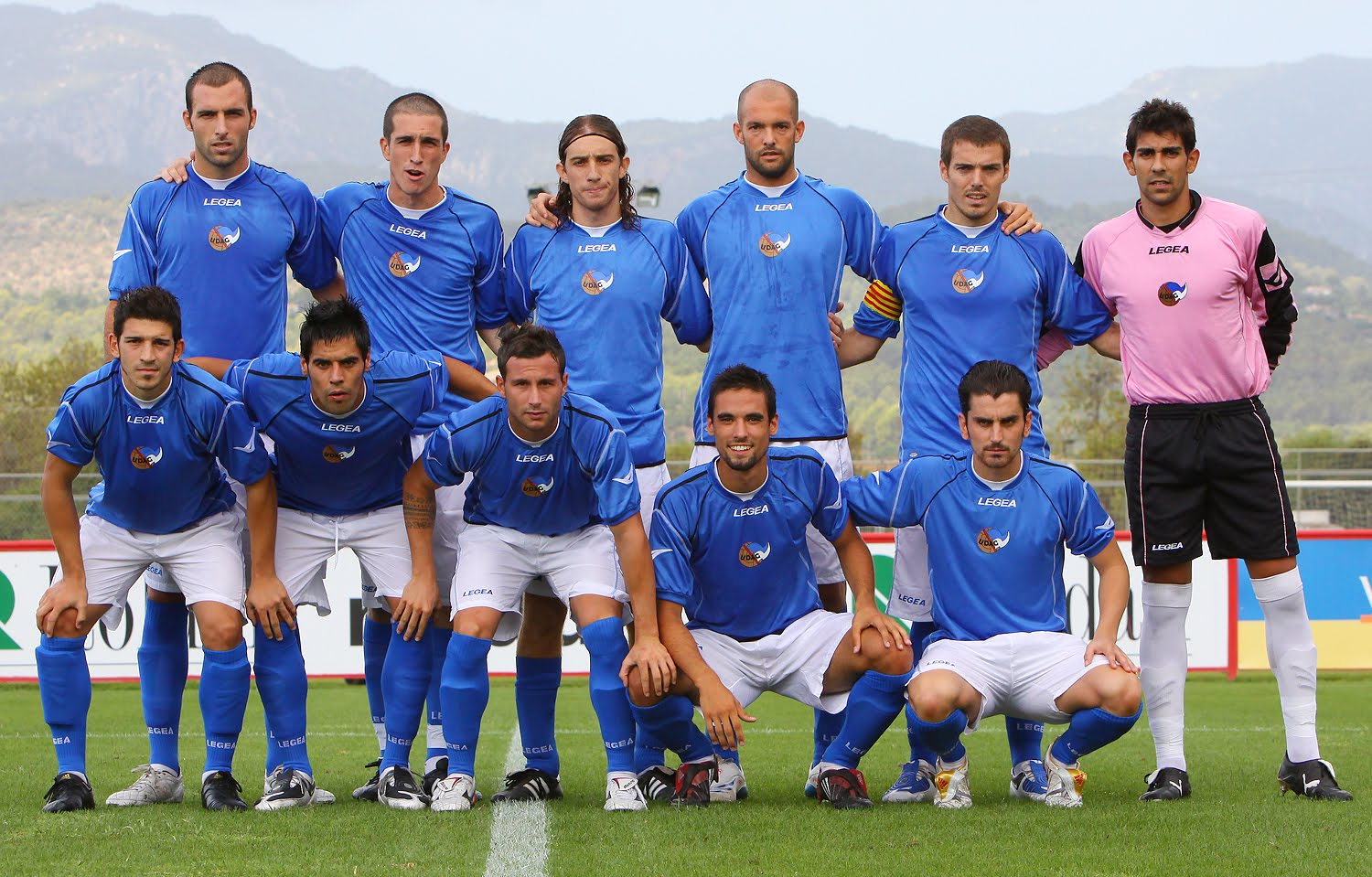
Alineación de la temporada 2009-10

Un año después, el equipo disputaba su último play-off de ascenso, pero la suerte en el sorteo fue esquiva. Ese año toco la UD Salamanca, uno de los conjuntos más potentes de la categoría. La derrota 2-3, en el Nou Municipal puso la eliminatoria muy cuesta arriba, pero en el Helmántico la Grama logró ponerse en ven1-1, pero los locales lograron dar la vuelta al marcador.
La temporada 2009/10 la entidad vivió una de las campañas más difíciles de su historia. Sumida en una grave crisis económica e institucional, consiguió salvar la categoría con muchos apuros, a pesar de la denuncias por impagos presentadas por sus jugadores. El club, además, se vio salpicado por la Operación Pretoria, caso de corrupción urbanística en el que fue encausado Bartomeu Muñoz, alcalde de Santa Coloma de Gramanet. Con la entidad al borde de la desaparición, al término de la temporada una junta gestora asumió la dirección, hasta la celebración de elecciones en las que se impuso el empresario de la construcción Rafael Osuna.
El primer año en Tercera el club salva por poco la categoría y la segunda el equipo pese a la grave crisis que vivía hace una temporada brillante acabando en el noveno puesto de la tabla; una temporada 12/13 donde el Femenino, equipo recién creado, asciende a Primera Catalana siendo campeonas de Segunda. 
La temporada 2013/14 empezaba de la peor manera con la cesión del fútbol base a la Fundación Privada Hermes (Hospitalet) y dejando de ser el gestor del Nou Municipal, el Ayuntamiento le daba los poderes a la recién creada Fundació Esportiva Grama. En una temporada muy complicada para el cuerpo técnico que tuvo en la primera mitad de temporada muchas marchas de jugadores a equipos que les pagaban algo de dinero, con muchas lesiones y el equipo más joven de la categoría.
La despedida del equipo en categoría nacional, tras 28 temporadas seguidas estando en Segunda B o Tercera. Y el descenso también del "B" y del Femenino. En el verano de 2014 se deshace el equipo femenino tras la marcha del entrenador y sus jugadoras. 
La temporada 2014/15 comienza fuera de Santa Coloma. El club se ve obligado a marchar de la ciudad y acaba estando agosto y septiembre en el Municipal de Tiana. Tras dos meses el ayuntamiento les comunica que deben abandonar las instalaciones, mudándose el club al Municipal de Sant Adrià. En una temporada con solamente dos equipos a falta de cinco jornadas para el final la Gramenet "B" se retira de competición tras ir última en el Grupo 4 de 3.ª Catalana y tener muchos problemas con los jugadores. 
En Primera Catalana el primer equipo lucha hasta las últimas jornadas por la salvación de categoría pero en la penúltima jornada se confirmó su descenso a Segunda Catalana. La temporada 2015/16 comienza con plantilla de cero, en Sant Adrià y sin filial. Pese al buen inicio en Segunda Cat. y llegar décimos al parón navideño el equipo sufrió un bajón, una racha de malos resultados que hizo que descendieran a Tercera Catalana en la antepenúltima jornada del campeonato.
En la temporada 2017/18 vuelve a Segunda Catalana tras quedar en segunda posición en la liga y derrotar al C.D. Can Parellada en la promoción de ascenso. Gran regreso en Segunda Catalana peleando en la temporada 18/19 por el ascenso, quedando finalmente en sexta posición. El equipo mantiene la categoría en la siguiente campaña, en la que regresaron al Municipal de Tiana desde enero de 2020. Para la temporada 2020/21 el club diseña una plantilla para pelear por el ascenso y se trasladan al Municipal de Ocata en El Masnou. Desgraciadamente la pandemia del Covid-19 hace que la competición se cancelará, jugando solamente un partido de liga (fuera de casa).
Para la temporada 2021/22, a dos del centenario, el club se traslada a Badalona al Municipal de PereGol.

## Símbolos

### Escudo
El escudo de la UDA Gramenet representa la bandera del club con asta sobre una pelota de fútbol con las siglas del nombre del club encima. 
A lo largo de los años han ido variando las tonalidades del azul de la bandera, del color del asta y la pelota, así como también en alguna ocasión las letras han sido de color blanco o de tipografía un poco diferente o la pelota.

### Bandera
La bandera de la Gramenet está partida diagonalmente de arriba abajo y de derecha a izquierda con la parte superior de color azul y la parte inferior de color blanco.
El azul de la bandera tiene como origen el color azul de la bandera de la ciudad, a pesar de que con los años este color se ha ido reproduciendo con una tonalidad más oscuridad y ya no es el mismo que el color original de la bandera de la ciudad.

### Uniforme
- Uniforme titular: Camiseta azul y puños y cuello blancos, pantalón blanco y medias azules.
- Uniforme alternativo: Camiseta a rayas amarillas y negras, pantalón negro y medias negras.
- Tercer uniforme: Camiseta blanca, pantalón blanco y medias blancas.

### Himno
| Original (catalán) Gramenet! Gramenet! Santa Coloma de Gramenet! Gramenet! Gramenet! Club històric lluitador, el teu nom vibrant és orgull de ciutadans i seguidors. Grama! Grama! Endavant, sempre endavant! Gramenet! Gramenet! Santa Coloma de Gramenet! Gramenet! Gramenet! El teu joc noble i valent entusiasma el camp i en el cor tots hi portem el blanc i blau. Grama! Grama! Endavant, sempre endavant! Gramenet! Gramenet! El teu joc noble i valent entusiasma el camp i en el cor tots hi portem el blanc i blau. Grama! Grama! Endavant, sempre endavant! Gramenet! Gramenet! Grama, endavant! |  | Traducción Gramenet! Gramenet! Santa Coloma de Gramenet! Gramenet! Gramenet! Club histórico luchador, tu nombre vibrante es orgullo de ciudadanos y seguidores. Grama! Grama! Adelante, siempre adelante! Gramenet! Gramenet! Santa Coloma de Gramenet! Gramenet! Gramenet! Tu juego noble y valiente entusiasma el campo y en el corazón todos llevamos el azul y blanco. Grama! Grama! Adelante, siempre adelante! Gramenet! Gramenet! Tu juego noble y valiente entusiasma el campo y en el corazón todos llevamos el azul y blanco. Grama! Grama! Adelante, siempre adelante! Gramenet! Gramenet! Grama, adelante! |

- Himno de la UDA Gramenet

## Historial

### Primer equipo
Hasta la temporada 2019-2020 el club ha militado 18 temporades en Segunda División B y 20 en Tercera división.
| - 1924-25: Camp. Provincial - 1926-27: 2.ª Regional - 1927-28: 2.ª Regional - 1931-32: Camp. Amateur 1.ª Categoría - 1932-33: Camp. Amateur 1.ª Categoría - 1934-35: Camp. Amateur 1.ª Categoría (2.º) - 1935-36: Camp. 2.ª Categoría Ordinaria - 1936-37: Camp. 2.ª Categoría Ordinaria - 1939-40: Torneo Comarcal - 1940-41: Camp. 2.ª Categoría Ordinaria (6.º) - 1945-46: 2.ª Regional - 1946-47: 3.ªRegional (1.º) - 1947-48: 2.ª Regional (9.º) - 1948-49: 2.ª Regional (9.º) - 1949-50: 2.ª Regional (11.º) - 1950-51: 2.ª Regional - 1951-52: 2.ª Regional (6.º) - 1952-53: Camp. Comarcal Preferente - 1953-54: Camp. Comarcal Preferente - 1954-55: 2.ª Regional (4.º) - 1955-56: 2.ª Regional (1.º) - 1956-57: 3.ª División (3.º) - 1957-58: 3.ª División (8.º) - 1958-59: 3.ª División (14.º) - 1959-60: 1.ª Regional (2.º) - 1960-61: 3.ª División (9.º) - 1961-62: 3.ª División (12.º) - 1962-63: 3.ª División (14.º) - 1963-64: 1.ª Regional (5.º) | - 1964-65: 1.ª Regional (6.º) - 1965-66: 1.ª Regional (4.º) - 1966-67: 1.ª Regional (4.º) - 1967-68: 1.ª Regional (1.º) - 1968-69: 3.ª División (15.º) - 1969-70: 3.ª División (11.º) - 1970-71: Regional Preferente (2.º) - 1971-72: Regional Preferente (16.º) - 1972-73: Regional Preferente (2.º) - 1973-74: Regional Preferente (9.º) - 1974-75: Regional Preferente (9.º) - 1975-76: Regional Preferente (12.º) - 1976-77: Regional Preferente (18.º) - 1977-78: 1.º Regional (1.º) - 1978-79: Regional Preferente (2.º) - 1979-80: 3.ª División (10.º) - 1980-81: 3.ª División (19.º) - 1981-82: Regional Preferente (5.º) - 1982-83: Regional Preferente (6.º) - 1983-84: Regional Preferente (10.º) - 1984-85: Regional Preferente (5.º) - 1985-86: Regional Preferente (1.º) - 1986-87: 3.ª División (15.º) - 1987-88: 3.ª División (9.º) - 1988-89: 3.ª División (12.º) - 1989-90: 3.ª División (8.º) - 1990-91: 3.ª División (11.º) - 1991-92: 3.ª División (1.º) - 1992-93: 3.ª División (2.º) | - 1993-94: 2.ª División B (1.º) - 1994-95: 2.ª División B (2.º) - 1995-96: 2.ª División B (8.º) - 1996-97: 2.ª División B (3.º) - 1997-98: 2.ª División B (10.º) - 1998-99: 2.ª División B (6.º) - 1999-00: 2.ª División B (3.º) - 2000-01: 2.ª División B (1.º) - 2001-02: 2.ª División B (7.º) - 2002-03: 2.ª División B (4.º) - 2003-04: 2.ª División B (5.º) - 2004-05: 2.ª División B(16.º) - 2005-06: 2.ª División B (4.º) - 2006-07: 2.ª División B (11.º) - 2007-08: 2.ª División B (8.º) - 2008-09: 2.ª División B (7è) - 2009-10: 2.ª División B (15.º) - 2010-11: 2.ª División B (18.º) - 2011-12: 3.ª División (17.º) - 2012-13: 3.ª División (8.º) - 2013-14: 3.ª División (20.º) - 2014-15: 1.ª Catalana (grupo I) (15.º) - 2015-16: 2.ª Catalana (grupo II) (17.º) - 2016-17: 3.ª Catalana (grupo XI) (8.º) - 2017-18: 3.ª Catalana (grupo XI) (2.º) - 2018-19: 2.ª Catalana (grupo IV) (6.º) - 2019-20: 2.ª Catalana (grupo II) (13.º) - 2020-21: 2.ª Catalana (grupo II-subgrupo A) (Debido a la pandemia del COVID-19 se canceló la competición) - 2021-22: 2.ª Catalana (grupo II) - 2022 -23: 3.ª Catalana (grupo XI) - 2023 -24: 4.ª Catalana (grupo XVII) |

### Filial
| - 1995-96: 1.ª Div. Catalana (4.º) - 1996-97: 1.ª Div. Catalana (4.º) - 1997-98: 1.ª Div. Catalana (4.º) - 1998-99: 1.ª Div. Catalana (4.º) - 1999-00: 1.ª Div. Catalana (4.º) - 2000-01: 1.ª Div. Catalana (4.º) - 2001-02: 3.ª Divisió (11.º) | - 2002-03: 3.ª División (9.º) - 2003-04: 3.ª División (20.º) - 2004-05: 1.ª Div. Catalana (8.º) - 2005-06: 1.ª Div. Catalana (4.º) - 2006-07: 1.ª Div. Catalana (12.º) - 2007-08: 1.ª Div. Catalana (18.º) - 2008-09: Preferente Territorial: (2.º) | - 2009-10: 1.ª Div. Catalana (5.º) - 2010-11: 1.ª Div. Catalana (14.º) - 2011-12: 1.ª Catalana (12.º) - 2012-13: 1.ª Catalana (7.º) - 2013-14: 2.ª Catalana (15.º) - 2014-15: 3.ª Catalana (retirado) |

## Presidentes recientes
- 1980-2003: Antonio Morales[4]
- 2003-2006: Francisco Ortega[5]
- 2006-2007: Ildefonso Araque (interino)[6]
- 2007-2009: Gregorio Génova[7]
- 2009-2010: Vicente Ferrer[8]
- 2010: Cesar Guillén[9]
- 2010: Jaume Abelló (junta gestora)[10]
- 2010-2012: Rafael Osuna
- 2013-2018: Francisco Hernández
- 2018-:David Herrero Hernández

23 presidentes ha tenido el club.
Algunos han durado escasas semanas, otros muchos años, uno en tres oportunidades diferentes de la historia de la entidad.

## Datos del club
- Temporadas en 1.ª: 0
- Temporadas en 2.ª: 0
- Temporadas en 2.ªB: 18
- Temporadas en 3.ª: 21
- Mejor puesto en la liga: 1.º (Segunda división B española temporadas: 1993/94 y 2000/01)
- Peor puesto en la liga: 17.º (3.ª temporada 2011/12)

## Palmarés
- 2 campeonatos de Segunda División B (1993-94, 2000-01)
- 1 campeonato de Tercera División (1991-1992)
- 1 campeonato de Regional Preferente (1985-1986)
- 1 vez campeón de la Supercopa de Regional Preferent (1985-1986)
- 2 campeonatos de Primera Regional (1967-1968, 1977-1978)
- 1 campeonato de Segona Regional (1955-1956)
- 1 campeonato de Comarcal Preferente (1953-1954)
- 1 campeonato de Tercera Regional (1946-1947)
- 2 vez campeón del Torneig d'Històrics del Fútbol Català (2001, 2002)

## Trofeos amistosos
- Trofeo Ciudad de Santa Coloma-Martínez Cayuela: (13) 1974, 1977, 1978, 1979, 1981, 1984, 1986, 1987, 1991, 1992, 1995, 1997, 1998
- Trofeo Villa de Gracia: (2) 1988, 2008
- Trofeo Gaspar Matas: (1) 1997
- Trofeo Ciudad de Tarrasa: (1) 2010

* Otros méritos desportivos:
- 1 vez cuartofinalista de la Copa del Rey (2004-05)
- 1 vez subcampeón de la Copa Cataluña (1989-90)
- 3 veces semifinalista de la Copa Cataluña (1992-93, 2000-01, 2009-10)
- 1 vez cuartofinalista de la Copa Federación (2009-10)
- 1 vez finalista del Campeonato Regional Aficionados (1967-68)